# Matrice nulle
En mathématiques, et en particulier en algèbre linéaire, une matrice nulle est une matrice dont tous les coefficients sont nuls. Des exemples de matrices nulles sont :
{\displaystyle 0_{1,1}={\begin{pmatrix}0\end{pmatrix}},\ 0_{2,2}={\begin{pmatrix}0&0\\0&0\end{pmatrix}},\ 0_{2,3}={\begin{pmatrix}0&0&0\\0&0&0\end{pmatrix}}}
L'ensemble des matrices de dimension {\displaystyle m\times n} à coefficients dans un anneau {\displaystyle A} forme un anneau {\displaystyle {\mathcal {M}}_{m,n}(A)}. La matrice nulle {\displaystyle 0_{{\mathcal {M}}_{m,n}(A)}}, dans {\displaystyle {\mathcal {M}}_{m,n}(A)} est la matrice ayant tous les coefficients égaux à {\displaystyle 0_{A}}, où {\displaystyle 0_{A}} est l'élément neutre additif de {\displaystyle A}.
{\displaystyle 0_{{\mathcal {M}}_{m,n}(A)}={\begin{pmatrix}0_{A}&0_{A}&\cdots &0_{A}\\0_{A}&0_{A}&\cdots &0_{A}\\\vdots &\vdots &\ddots &\vdots \\0_{A}&0_{A}&\cdots &0_{A}\end{pmatrix}}}
La matrice nulle est l'élément neutre additif de {\displaystyle {\mathcal {M}}_{m,n}(A)}. Cela signifie que pour toute matrice {\displaystyle M\in {\mathcal {M}}_{m,n}(A)} on a
{\displaystyle 0_{{\mathcal {M}}_{m,n}(A)}+M=M+0_{{\mathcal {M}}_{m,n}(A)}=M}
Il existe exactement une matrice nulle de dimension {\displaystyle m\times n} ayant des coefficients dans un anneau donné ; ainsi, lorsque le contexte apparaît clairement, 0 désigne la matrice nulle. En général, l'élément zéro d'un anneau est noté 0 sans aucun indice indiquant l'anneau le contenant. Ainsi, les trois premiers exemples ci-dessus représentent des matrices nulles sur n'importe quel anneau.
La matrice nulle représente, dans n'importe quelles bases, l'application linéaire nulle.

## Propriétés
Nous avons :
- norme : ║0m, n║ = 0 quelle que soit la norme ;
- rang : rg(0m, n) = 0 ;

Dans le cas des matrices nulles carrées :
- déterminant :
  - det(0n, n) = 0 si n ≥ 1,
  - det(00, 0) = 1 (matrice vide) ;
- polynôme caractéristique : p(0n, n) = Xn ;
- valeur propre :
  - 0 si n ≥ 1,
  - aucune si n = 0 ;
- trace : Tr(0n, n) = 0.

## Occurrences
- Le problème des matrices mortelles est le problème consistant à déterminer, étant donné un ensemble fini de matrices carrées d'ordre n  à coefficients entiers, si elles peuvent être multipliées dans un certain ordre, éventuellement avec répétition, pour donner la matrice nulle. On sait que ce problème est indécidable pour un ensemble de six matrices d'ordre 3 ou plus, ou un ensemble de deux matrices d'ordre 15[1],[2].
- Dans la régression par les moindres carrés ordinaires, si l'ajustement aux données est parfait, la matrice de projection[Laquelle ?] est la matrice nulle.